# التقاط موسى (لوحة)
التقاط موسى (بالإنجليزية: The Finding of Moses (Alma-Tadema painting))‏ هي لوحة فنية، ترجع لعام 1904 تم رسمها من قبل الفنان البريطاني الهولندي لورينس ألما تديما. عُدت واحدة من أفضل أعماله قبل وفاته عام 1921. ولكن سرعان ما فقدت أهميتها؛ وتم بيعها في ستينيات القرن العشرين لإطارها. إلا أنه بعد إعادة تقديرها كعمل فني يتبع العصر الفيكتوري، تم تجديدها في آواخر القرن العشرين وتم وصفها في فهرس إحدى المزادات عام 1995 بأنها تحفة بلا منازع للورينس تديما من العقد الماضي، وقد حظيت باهتمام وسطع نجمها في أعمال القرن التاسع عشر مع مصر. وقد بيعت في مزاد عام 2010 بقرابة مبلغ ستة وثلاثين مليون دولار.